# Central Plaza
Central Plaza (chữ Hán: 中環廣場, Hán-Việt: Trung Hoàn Quảng Trường) là tòa nhà chọc trời cao thứ ba ở Hồng Kông, sau 2 IFC (415 m/1.362 ft) và ICC tower(484 m/1.588 ft). Tòa nhà này nằm ở số 18 đường Cảng Loan, ở khu vực Loan Tể trên đảo Hồng Kông. Central Plaza có chiều cao 374 m, 78 tầng và hoàn thành năm 1992. Đây là tòa nhà cao thứ 11 thế giới theo chiều cao tính đến thời điểm năm 2008.